# Cité des Sciences et de l'Industrie
Cité des Sciences et de l'Industrie je največji znanstveni muzej v Evropi. Nahaja se v Parc de la Villette (Pariz, Francija). 
Samo zgradbo iz stekla in jekla je delo arhitekta Petra Rica. Muzej je bil odprt leta 1986 in ga vsko leto obišče okoli 5 milijonov obiskovalcev.
Muzej ima planetarij, IMAX gledališče in posebne oddelke za otroke in najstnike.